# 유픽족
유픽족(Yupik people) 혹은 유피크족은 에스키모로 불리는 민족 중 하나다.

## 개요
유픽족은 서부 알래스카, 극동부 러시아에 사는 에스키모 민족이다. 북부 알래스카, 캐나다, 그린란드에는 이뉴잇라는 에스키모가 살고 있다. 알래스카 주에서는 에스키모라는 말을 극지방 사람들을 일반적으로 부르는 말로 쓰는데, 유픽족은 "에스키모"라는 명칭에 거부감이 없지만 "이뉴잇"라고 불리면 차별로 받아들인다고 한다. 반면 이뉴잇은 에스키모라는 명칭을 좋아하지 않는다고 한다. 이유는 에스키모가 날고기를 먹는 사람이라는 좋지 않은 뜻으로 알려져 있기 때문인데, 최근에 에스키모라는 말이 모욕적인 표현이 아님이 밝혀졌다.
유픽족은 유픽어를 쓰고, 이누이트는 이눅티투트를 쓰는데 알래스카 북쪽에는 유픽 방언 연속체가 형성되어 이 지방의 이눅티투어는 유픽어로라고 볼수도 있다고 한다. 유픽족은 아버지를 중심으로 단순한 가정을 가지고, 이뉴잇은 친가, 외가 사촌가 함께 생활하는 큰 가문을 유지한다.

## 같이 보기
- 이누이트
- 알래스카